# Controcampo (programma televisivo)
Controcampo è stata una trasmissione televisiva, a metà fra il talk-show e il rotocalco televisivo sportivo, andata in onda dal 14 settembre 1998 al 13 maggio 2012 su Italia 1, ad eccezione del triennio 2008-2011 quando è stata trasmessa su Rete 4. Alla conduzione del programma si sono avvicendati Sandro Piccinini (dal 14 settembre 1998 al 18 maggio 2008) e Alberto Brandi (dal 10 settembre 2006 al 13 maggio 2012).
È stato concorrente de La Domenica Sportiva, lo storico programma televisivo calcistico della RAI in onda su Rai 2, anche se a differenza di quest'ultimo, Controcampo si segnalava per la spiccata prevalenza di tematiche calcistiche.

## Il programma

### DaPressingaControcampo
Nato nel 1998 dalla mente di Giorgio Terruzzi, Sandro Piccinini e Paolo Ziliani, Controcampo comincia come programma d'approfondimento calcistico del lunedì dalle ore 22:40. Conduttore è Sandro Piccinini, accompagnato da Martina Colombari, Giampiero Mughini, Vittorio Feltri ed Enrico Vanzina.
A partire dal 1999 la trasmissione viene a sostituirsi allo storico programma Pressing, sebbene nel primo appuntamento stagionale — in onda il 29 agosto 1999 — non fossero disponibili i filmati delle partite a causa del mancato raggiungimento di un accordo con Mediaset, un’intesa venne raggiunta qualche giorno dopo.

### Co-conduttrici e ospiti fissi

#### Da Luisa Corna ad Alessia Ventura
Durante la seconda edizione, Luisa Corna sostituì Martina Colombari rimanendo in trasmissione fino al 2002 quando venne rimpiazzata da Elisabetta Canalis: nel 2005 il suo posto venne preso da Eleonora Pedron, ex vincitrice di Miss Italia. Dalla stagione 2006-2007 il ritorno di Elisabetta Canalis nella versione Ultimo Minuto, che nella stagione 2008-2009 viene sostituita da Cristina Chiabotto, Miss Italia 2004. Nella stagione 2009-2010 approda la modella cilena María José López, ex moglie di Luis Antonio Jiménez, che vi resta solo per due settimane prima di cedere il posto all'ex velina Melissa Satta. Per la stagione 2010-2011 arriva l'ex letterina Alessia Ventura, ultima co-conduttrice di Controcampo, dal momento che dall'edizione 2011-2012 non è prevista questa figura.

#### Gli opinionisti
Padrone di casa tra gli opinionisti e particolarmente criticato dal pubblico per il suo accentuato snobismo e per la sua colta juventinità è stato per dodici anni Giampiero Mughini. Altri ospiti fissi del programma anche i comici Diego Abatantuono ed Enrico Bertolino, i giornalisti Giancarlo Dotto, Franco Ordine, Maurizio Mosca e Paolo Liguori. Dalla redazione del giornale Controcampo vi sono state prima Lucia Blini e poi Alessandra Balletto.
La trasmissione, per l'analisi dei casi controversi si è affidata per i primi tre anni della sua versione domenicale, dal 1999-2000 al 2001-02, al giornalista Matteo Dotto, affiancato poi dalla stagione 2002-03 da un ex arbitro, Graziano Cesari. Al posto di Cesari, dal 2006-07, a collaborare con Matteo Dotto è l'ex arbitro ed ex designatore Paolo Casarin, sostituito a sua volta nel 2010-11 da Gianluca Paparesta.
Saltuariamente Controcampo ha dedicato dello spazio anche ai motori: per la Formula 1 è ospite Andrea De Adamich e per il Motomondiale Claudia Peroni o Nico Cereghini.

### Formula del programma

#### ControcampoeControcampo - Diritto di replica
Controcampo e Controcampo - Diritto di replica andavano in onda la domenica sera e, nelle giornate infrasettimanali, il mercoledì sera. La trasmissione inizia con le immagini del posticipo della domenica sera e le pagelle di Paolo Ziliani. Seguivano il dibattito sul posticipo, le interviste in diretta dei protagonisti del posticipo e la moviola di Matteo Dotto. In seguito i servizi di tutte le partite della giornata ed il dibattito su di esse. Alcune puntate hanno visto il dibattito incentrarsi anche su Formula 1 e Motomondiale. Dalla stagione 2007-2008 si poteva inviare sms che sarebbero apparsi in sovraimpressione.

##### La formula della seconda parte
La seconda parte, detta Controcampo - Diritto di replica (chiamata così nelle stagioni 2006-2007 e 2007-2008, poi diventata semplicemente Controcampo - Seconda parte) venne condotta dapprima Sandro Piccinini dal 1998 al 2008 e poi Alberto Brandi con la partecipazione di  Federica Fontana dal 2008 al 2012 (dal 2006 al 2008 solo Controcampo - Diritto di replica), in onda la domenica alle 22:35 (nella prima edizione il lunedi assieme alla prima parte), ed era incentrata prevalentemente sull'approfondimento, oltre che sulla visione delle sintesi delle partite di Serie A, tra cui quella del posticipo domenicale. Nella prima stagione ospiti fissi sono stati Enrico Bertolino e l'ex arbitro Paolo Casarin. Nella seconda stagione è arrivata la showgirl italo-spagnola Laura Barriales e gli ospiti fissi sono diventati Maurizio Mosca e Giovanni Galli.
Alla postazione moviola Matteo Dotto, alla redazione del sito internet di Controcampo Alessandra Balletto e inviata per i posticipi Monica Vanali.

#### Controcampo - Ultimo minuto
Nelle stagioni 2006-2007 e 2007-2008 andava in onda la domenica pomeriggio alle ore 18:25 o di sera quando c'era un turno infrasettimanale. Il programma prevedeva i servizi su tutte le partite giocate fino a poche ore dall'inizio del programma. Dopo ogni servizio era previsto ampio dibattito con gli ospiti e a fine trasmissione collegamento con Monica Vanali, inviata per il posticipo, per le ultime notizie.
Il programma era l'erede di Serie A - Il grande calcio, che andò in onda per una sola stagione (in quella 2005-2006) su Canale 5 dopo l'acquisto da parte di Mediaset dei diritti televisivi per la Serie A (che causò la cancellazione da Rai 1 di 90º minuto, che proseguì tuttavia nel sabato di Rai 3 con un'edizione dedicata alla Serie B). Il programma mostra gli highlights di tutte le partite del Campionato di Serie A ed è condotto da Sandro Piccinini con la partecipazione di Elisabetta Canalis e quella fissa in qualità di opinionisti di Giampiero Mughini, dell'ex arbitro Graziano Cesari e del vincitore di Grande Fratello Augusto De Megni. In studio anche Lucia Blini.

#### Controcampo - Linea notte
Nella stagione 2011-2012 la trasmissione va in onda in versione notturna alle ore 00:20 e prevede soltanto il commento della giornata, senza pubblico, con due ospiti, ma con la possibilità di telefonare in diretta per i telespettatori.

### Le ultime edizioni

#### 2008-2011: trasloco su Rete 4
Nel 2008 Mediaset non rinnova i diritti in chiaro del campionato di Serie A. Se li riprende dunque la RAI, che subito ripropone su Rai 2 i celebri programmi 90º minuto, Stadio Sprint e La Domenica Sportiva (in quest'ultimo programma torna lo spazio dedicato alla Serie A), e Italia 1 cancella Controcampo - Ultimo minuto condotto da Sandro Piccinini.
Dal 31 agosto 2008 va in onda solo il vecchio Controcampo - Diritto di replica, che torna semplicemente Controcampo, questa volta non più su Italia 1 ma su Rete 4, condotto da Alberto Brandi e Cristina Chiabotto. Due sono i nuovi acquisti per questa stagione: Giacomo Valenti e Laura Barriales.
La stagione 2009-2010 in partenza il 23 agosto 2009 vede l'abbandono di Cristina Chiabotto. Al suo posto Maria José Lopez, moglie del calciatore Luis Antonio Jiménez, che però dopo due sole puntate viene sostituita dall'ex velina Melissa Satta.
La stagione 2010-2011 riparte il 29 agosto 2010 condotto da Alberto Brandi con Alessia Ventura. Non fa più parte del cast, dopo dodici anni, Giampiero Mughini, ma arrivano l'ex giocatore e dirigente juventino Roberto Bettega, il giornalista Giuseppe Cruciani, il dirigente sportivo Pierpaolo Marino, l'ex arbitro Gianluca Paparesta e Bruno Longhi. Un altro volto femminile è stata per una sola puntata Raffaella Fico insieme a Giacomo Valenti in quel di Ciccio tv.

#### 2011-2012:Controcampo - Linea nottee la chiusura definitiva
Controcampo torna su Italia 1 dal 28 agosto 2011 con il titolo Controcampo - Linea notte condotto da Alberto Brandi con Giuseppe Cruciani e Diego Abatantuono, in onda dalle 00:20 ogni domenica notte. Questa nuova formula non prevedeva né il pubblico in studio né la presenza della valletta, ma dava la possibilità al pubblico di casa di chiamare in diretta. L'ultima puntata di Controcampo è andata in onda il 13 maggio 2012. Dati gli scarsi risultati d'ascolto e venendo spesso battuti da La Domenica Sportiva il programma non è stato confermato per la stagione 2012-2013 da Mediaset che ne ha decretato la chiusura definitiva dopo 14 anni alla fine dell'edizione.

#### 2013: tentativo di ripresa con Speciale Sport Mediaset e Tiki Taka - Il calcio è il nostro gioco
Il 25 agosto 2013 su Italia 1 alle 24:00 va in onda Speciale Sport Mediaset, un programma condotto da Pierluigi Pardo che avrebbe dovuto sostituire Controcampo, ma solo per due puntate poiché il programma, per evitare cause incerte, viene soppresso bruscamente e sostituito da Tiki Taka - Il calcio è il nostro gioco, in onda dal 16 settembre ogni lunedì nella stessa fascia oraria. Direttore responsabile e ideatore del programma è Claudio Brachino, altresì direttore della struttura di Sport Mediaset. I curatori della trasmissione sono lo stesso conduttore Pardo e i capo-redattori di Sport Mediaset Marco Foroni e Matteo Dotto.

## Merchandising
La trasmissione ha avviato una linea di merchandising di alcuni prodotti che utilizzano il marchio della testata.

### Il giornale
Nel settembre 2002, con l'avvio della stagione 2002-2003, Controcampo ha dato vita a un settimanale sportivo, che usciva ogni lunedì dopo la giornata di campionato e col quale spesso uscivano DVD sul calcio, sulla Formula 1 o sul Motomondiale. Dalla stagione 2007-2008 il giornale viene sostituito dal sito internet sportmediaset.it.

### Il calendario
Col giornale ogni anno veniva distribuito anche un calendario, com'è ormai nella tradizione di molti mensili italiani, con i servizi senza veli di alcune showgirl televisive. Ad inaugurare la tendenza nel 2003-2004 è stata Federica Fontana; quindi la stagione successiva è stata la volta del duo Mascia Ferri e Alessia Fabiani; nel 2005-2006 a posare sono state Jennipher Rodriguez e l'ex velina Vera Atyushkina; nella stagione 2006-2007 ha posato Ainett Stephens.

### Il gioco
Nel marzo 2006 è uscito in edicola un videogioco manageriale calcistico per PC dal titolo Controcampo 2006: Il videogioco, il quale è stato sviluppato da Gaelco e pubblicato da Leader su licenza di Mediaset, che oltre a consentire ai giocatori di allenare una squadra di calcio italiana permette loro di commentare le partite con Sandro Piccinini e visionare la moviola con l'ex-arbitro Graziano Cesari.

## Controversie
- Il 6 novembre 2005 Piccinini criticò la conduzione televisiva di Paolo Bonolis, all'epoca a capo della neonata trasmissione di Canale 5 Serie A - Il grande calcio[9], in risposta alle accuse che lo stesso Bonolis aveva rivolto a Controcampo.[10] La rete Mediaset minacciò inoltre uno sciopero.[11] Nelle puntate successive l'ex direttore del TG5, conduttore di Matrix e giornalista milanese Enrico Mentana viene promosso conduttore della trasmissione calcistica.
- Nella puntata del 6 maggio 2007 un uomo di origine bresciana compì un'invasione negli studi, dichiarando di aver perso il lavoro a causa di Silvio Berlusconi: incorso nella pacata reazione di Piccinini e degli altri conduttori, fu allontanato dalla trasmissione.[12]
- Il 14 dicembre 2008 un centinaio di tifosi milanisti fecero irruzione in studio, protestando pubblicamente contro la società rossonera per l'elevato costo dei biglietti per assistere alle gare[13]: le indagini portarono all'arresto di una persona e alla denuncia di altre tre.[13]

## Riconoscimenti
- 2003 - Telegatto categoria Miglior trasmissione sportiva.
- 2004 - Telegatto categoria Miglior trasmissione sportiva.